# Warcraft II: Beyond the Dark Portal
Warcraft II: Beyond the Dark Portal este expansiune a jocului video de strategie în timp real Warcraft II: Tides of Darkness. Este dezvoltat de Cyberlore Studios și lansat în aprilie 1996. Utilizatorul poate juca fie de partea orcilor, fie de partea oamenilor. Acțiunea este plasată într-o lumea medievală fantastică. Ca orice expansiune a unui joc video, Beyond the Dark Portal necesită o versiune completă a jocului original Tides of Darkness  pentru a putea fi jucată.
Evenimentele din Beyond the Dark Portal au loc după cele din Warcraft II: Tides of Darkness.